# Liste der Baudenkmäler in Langenneufnach
Auf dieser Seite sind die Baudenkmäler in der schwäbischen Gemeinde Langenneufnach zusammengestellt. Diese Tabelle ist eine Teilliste der Liste der Baudenkmäler in Bayern. Grundlage ist die Bayerische Denkmalliste, die auf Basis des Bayerischen Denkmalschutzgesetzes vom 1. Oktober 1973 erstmals erstellt wurde und seither durch das Bayerische Landesamt für Denkmalpflege geführt wird. Die folgenden Angaben ersetzen nicht die rechtsverbindliche Auskunft der Denkmalschutzbehörde.

## Baudenkmäler nach Gemeindeteilen

### Langenneufnach
| Lage                                    | Objekt                        | Beschreibung | Akten-Nr.     | Bild           |
| --------------------------------------- | ----------------------------- | --- | ------------- | -------------- |
| Alte Weberstraße (bei Nr. 5) (Standort) | Bildstock                     | Stichbogennische mit Satteldach über Sockel, Mitte 19. Jahrhundert. | D-7-72-168-5  | Bildstock      |
| Hauptstraße (bei Nr. 9) (Standort)      | Wegkapelle St. Leonhard       | Rechteckbau mit dreiseitigem Schluss und Schweifgiebel, 18. Jahrhundert; mit Ausstattung. | D-7-72-168-1  | weitere Bilder |
| Rathausstraße (bei Nr. 86) (Standort)   | Bildstock                     | Stichbogennische mit Satteldach über Sockel, um 1800. | D-7-72-168-4  | Bildstock      |
| Rathausstraße 68 (Standort)             | Katholische Kirche St. Martin | Saalbau mit eingezogenem Chor und nördlichem Turm mit Zwiebelhaube, Chor im Kern wohl um 1429, Langhaus und Turm um 1530, Langhauserweiterung, Chorerhöhung und Kapellenanbau durch Matthias Stiller 1708/09, 1713 geweiht, Turmerhöhung durch Michael Meitinger 1725; mit Ausstattung; Friedhofsummauerung mit Kielbogen-Pforte, Backstein, um 1530. | D-7-72-168-3  | weitere Bilder |
| Weberstraße 3 (Standort)                | Bauernhaus                    | zweigeschossiger Mitterstallbau mit Satteldach und an den Wirtschaftsteil angeschlossenem, eingeschossigem Austragshaus mit Satteldach, 1. Hälfte 19. Jahrhundert. | D-7-72-168-10 | Bauernhaus     |

### Bucherhof
| Lage                                   | Objekt  | Beschreibung                                                                                            | Akten-Nr.    | Bild    |
| -------------------------------------- | ------- | --- | ------------ | ------- |
| Bucherhof 1 (beim Einödhof) (Standort) | Kapelle | Rechteckbau mit dreiseitigem Schluss und Firstaufsatz, wohl 2. Hälfte 18. Jahrhundert; mit Ausstattung. | D-7-72-168-7 | Kapelle |

### Habertsweiler
| Lage                      | Objekt                           | Beschreibung | Akten-Nr.    | Bild           |
| ------------------------- | -------------------------------- | --- | ------------ | -------------- |
| Kapellenstraße (Standort) | Katholische Kapelle St. Leonhard | Saalbau mit eingezogenem Chor und westlichem Turm mit Zwiebelhaube, Neubau wohl von Johann Georg Hitzelberger, 1771/72; mit Ausstattung. | D-7-72-168-8 | weitere Bilder |

### Unterrothan
| Lage                      | Objekt                              | Beschreibung                                                                                                  | Akten-Nr.    | Bild           |
| ------------------------- | ----------------------------------- | --- | ------------ | -------------- |
| Keltenstraße 9 (Standort) | Katholische Kapelle St. Franz Xaver | Rechteckbau mit dreiseitigem Schluss und Dachreiter mit Pyramidendach, 1836, erweitert 1860; mit Ausstattung. | D-7-72-168-9 | weitere Bilder |